# Матвієнко Андрій Якович
Андрій Якович Матвієнко (псевдо.: «Криниця»; нар. 1919 с. Минківка, Валківський район, нині Валківська міська громада, Богодухівський район, Харківська область — пом. ?) — український військовик, командир чоти куреня «Скажені» ВО-4 «Говерля» Василя Андрусяка-«Різуна», молодший лейтенант РСЧА.

## Життєпис

Андрій Матвієнко в радянському однострою

Матвієнко Андрій уродженець села Минківка Валківського району Харківської області. Батька та заможного діда вивезли на Сибір, мати передчасно померла.
Закінчив військове училище, молодший лейтенант РСЧА. У 1939 році Андрій Матвієнко був направлений на Галичину. Тут познайомився із місцевою дівчиною Ганною, почав висловлювати антирадянськіі погляди і був ув'язнений у львівській в'язниці. Військовим трибуналом засуджений до розстрілу.
З початком німецько-радянської війни втікає з тюрми і встановлює контакти із українськими націоналістами. Командував чотою у курені «Скажені» ВО-4 «Говерля» Василя Андрусяка-«Різуна». 
Загинув у бою. Дата та місце смерті невідомі.

## Інша версія життєпису
За іншими джерелами, Андрій Матвієнко під псевдо «Зір» був крайовим провідником СБ ОУН Карпатського краю, вів роз'яснювальну роботу серед привезеної зі Східної України інтелігенції. Зустрічався із Романом Шухевичем під час наради у селі Вовчому (Турківський район Львівської області).
Та загинув у липні 1949 року в урочищі Стебний біля села Лімна, на Львівщині.
На місці бою ветерани УПА встановили пам'ятник, на відкритті якого була присутньою і делегація з Харківщини.